# Kabinett Strauß I
Das Kabinett Strauß I bildete vom 7. November 1978 bis zum 27. Oktober 1982 die Staatsregierung des Freistaates Bayern.
| Amt                                   | Name               | Partei | Staatssekretäre               |
| ------------------------------------- | ------------------ | ------ | ----------------------------- |
| Ministerpräsident                     | Franz Josef Strauß | CSU    | ?                             |
| Stellvertretender Ministerpräsident   | Karl Hillermeier   | CSU    | –                             |
| Justiz                                | Karl Hillermeier   | CSU    | Wilhelm Vorndran              |
| Inneres                               | Gerold Tandler     | CSU    | Franz Neubauer                |
| Finanzen                              | Max Streibl        | CSU    | Albert Meyer                  |
| Wirtschaft und Verkehr                | Anton Jaumann      | CSU    | Georg Freiherr von Waldenfels |
| Ernährung, Landwirtschaft und Forsten | Hans Eisenmann     | CSU    | Simon Nüssel                  |
| Landesentwicklung und Umweltfragen    | Alfred Dick        | CSU    | Max Fischer                   |
| Unterricht und Kultus                 | Hans Maier         | CSU    | Mathilde Berghofer-Weichner   |
| Arbeit und Sozialordnung              | Fritz Pirkl        | CSU    | Heinz Rosenbauer              |
| Bundesangelegenheiten                 | Peter Schmidhuber  | CSU    | –                             |